# Jonas macrophthalmus
Jonas macrophthalmus is een krabbensoort uit de familie van de Corystidae. De wetenschappelijke naam van de soort is voor het eerst geldig gepubliceerd in 1846 door Hombron & Jacquinot.